# Pirater (spel)
Pirater (En: Pirateer) är ett brädspel från Tactic. Spelet går ut på att erövra och få hem en skatt. I grundutförandet av spelet tävlar två till fyra personer mot varandra med vardera tre fartyg. Fartygen anses tillhöra antingen spanska skurkar, piratrövare, franska rövare eller barbarsjörövare. Det unika med spelet pirat är dess variationsrikedom. Det finns många olika möjligheter att ändra reglerna och spelets gång. Dessutom är spelplanen utformad på ett sådant sätt att det är möjligt att lägga samman oändligt med spelplaner till en enda stor spelplan.